# Gaig terrestre cuallarg
El gaig terrestre cuallarg (Uratelornis chimaera) és una espècie d'ocell de la família dels braquipteràcids (Brachypteraciidae) i única espècie del gènere Uratelornis. Habita zones de matoll del sud -oest de Madagascar.